# Rue Servan (Grenoble)
Ne doit pas être confondu avec Rue Servan.
La rue Servan est une voie publique de la commune française de Grenoble. Située dans le quartier Notre-Dame, un des quartiers les plus animés de la ville, la rue permet de relier la rue Voltaire à la rue Très-Cloîtres.

## Situation et accès

### Situation
Cette voie ouverte à la circulation automobile, en sens unique, commence rue  rue Très-Cloîtres, puis se termine au carrefour de la rue Bayard et de la rue Dominique Villars au niveau du numéro 35 de la rue qui marque l'entrée du de l'ancien couvent Sainte-Cécile. Cette voie se prolonge dans le même axe par la rue Voltaire.

### Accès

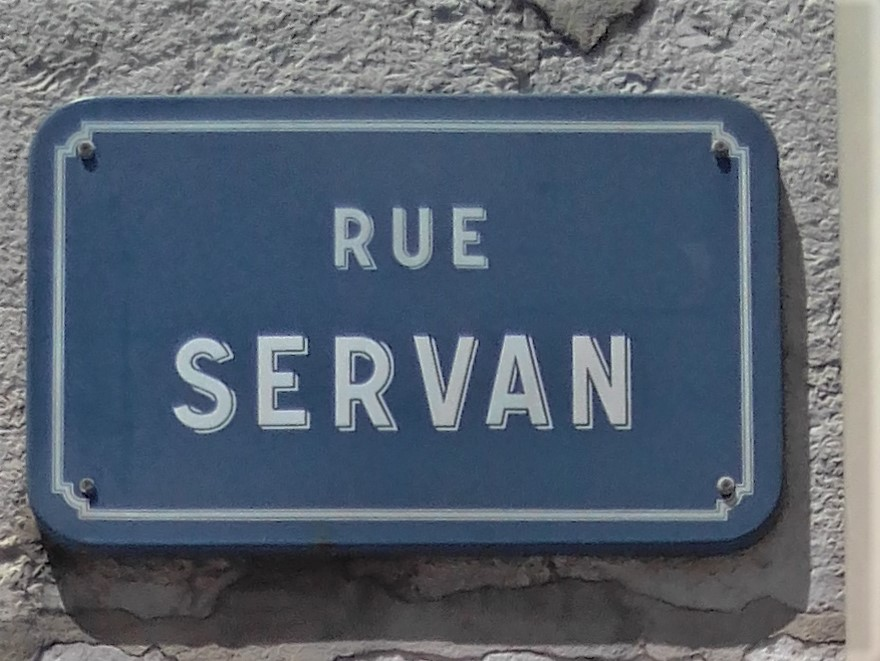
Plaque de la rue Servan

#### À pied
La rue, comprise dans la principale zone commerciale de la ville, est accessible aux passants depuis n'importe quel point du quartier Notre-Dame, le plus ancien de Grenoble.

#### Transport public
La rue Servan est principalement desservie par les lignes A, B  et D du réseau de tramway de l'agglomération grenobloise. La station la plus proche se dénomme Notre-Dame - Musée.

## Origine du nom
Cette rue porte le nom du criminaliste et député français Joseph Michel Antoine Servan (1737-1807), originaire de Romans-sur-Isère et qui fit l'acquisition d'un office d'avocat général au Parlement de Grenoble en 1759.

## Historique
Cette rue se nommait autrefois, « rue Neuve des Capucines » car elle rejoignait le couvent de l'ordre des Clarisses capucines. L' ancienne rue Neuve des Capucines fut nommée sous ce nouveau nom en 1857.

## Bâtiments remarquables et lieux de mémoire

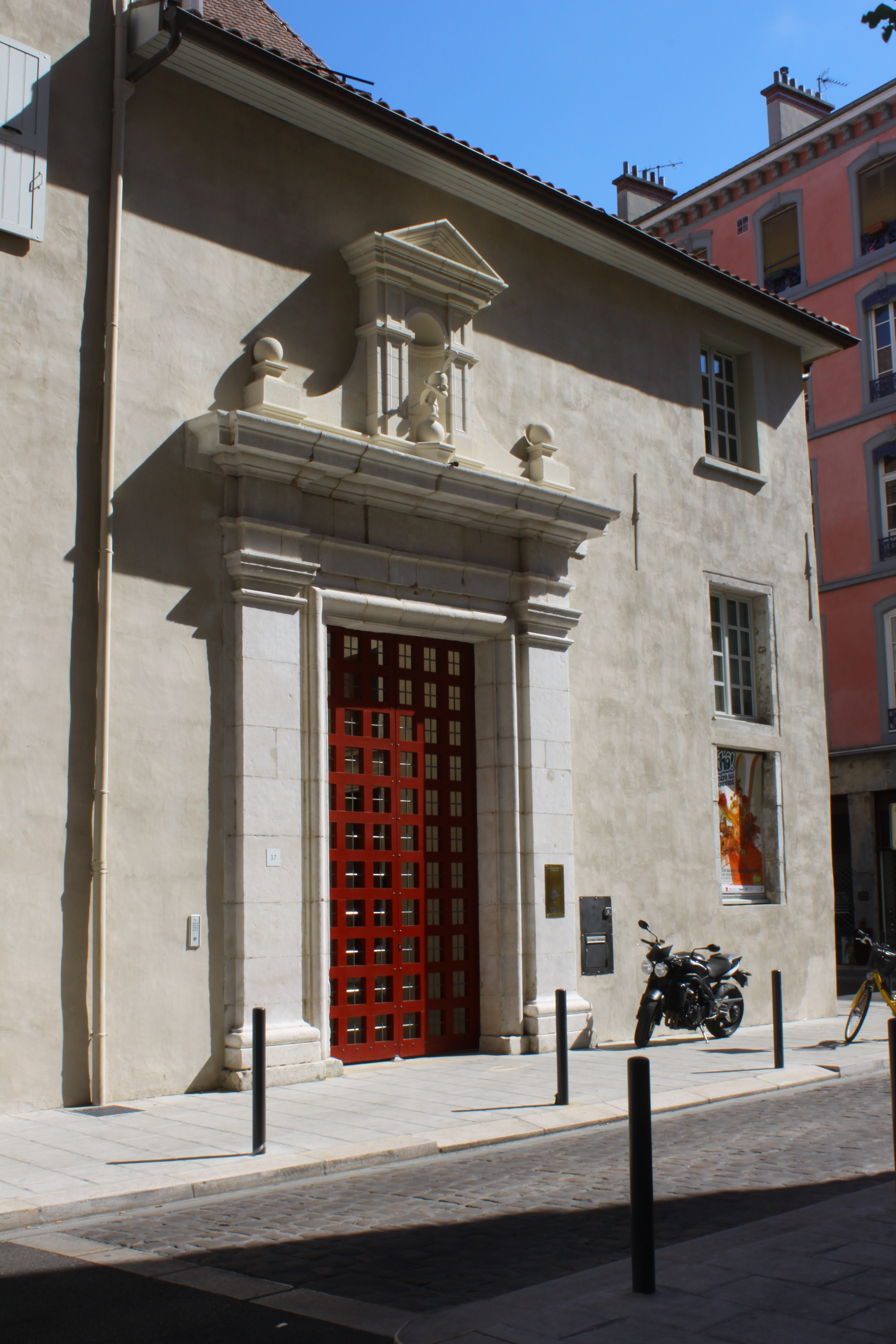
Le siège de Glénat dans l'ancien couvent Sainte-Cécile, rue Servan

- No 35 : entrée de l'ancien couvent de l'abbaye Sainte-Cécile de Grenoble dont l'activité religieuse s'étendit entre les bornes historiques de la Contre-Réforme catholique et de la Révolution française. le site, rénové, héberge le siège de la maison d'éditions grenobloise Glénat. Le fronton d'entrée est recréé conformément à l'origine[3], et en 2011 une statue de Titeuf, personnage emblématique des éditions, est installée dans sa niche faisant face à la rue Servan[4].

- No 25 : c'est au niveau de ce numéro que se situe une des entrées de l'institution privée Bayard à l'angle de la place du Temple qui permet de rejoindre le jardin de l'Évéché par la rue du Fer-à-cheval.

- No 8 : la galerie d'art Ex-nihilo, située au début de la rue, propose régulièrement de nombreuses expositions d'œuvres d'art et notamment de photographies comme dans le cadre du « mois de la photo »[5], devenue ensuite « journées de la photo »[6].